# Ionia County
Ionia County är ett administrativt område i delstaten Michigan, USA. År 2010 hade county 63 905 invånare. Den administrativa huvudorten (county seat) är Ionia.

## Geografi
Enligt United States Census Bureau har countyt en total area på 1 502 km². 1484 km² av den arean är land och 18 km² är vatten.

### Angränsande countyn
- Gratiot County - nordost
- Montcalm County - nord
- Clinton County - öst
- Kent County - väst
- Eaton County - sydost
- Barry County - sydväst

### Orter
- Belding
- Hubbardston (delvis i Clinton County)
- Ionia (huvudort)
- Lyons
- Portland